# Munford (Alabama)
Munford is een plaats (census-designated place) in de Amerikaanse staat Alabama, en valt bestuurlijk gezien onder Talladega County.

## Demografie
Bij de volkstelling in 2000 werd het aantal inwoners vastgesteld op 2446.

## Geografie
Volgens het United States Census Bureau beslaat de plaats een oppervlakte van
28,6 km², geheel bestaande uit land. Munford ligt op ongeveer 201 m boven zeeniveau.

## Plaatsen in de nabije omgeving
De onderstaande figuur toont de plaatsen in een straal van 24 km rond Munford.